# Елеонор Шварц
Елеонор Шварц (Беч, 1936) је аустријска оперска певачица.

## Биографија
Елеонор Шварц је рођена 1936. године у Бечу, у Аустрији. Представљала је Аустрију на Песми Евровизије 1962. у Луксембургу са песмом Nur in der Wiener Luft. Песма говори о лепотама главног града Аустрије, Беча. Заједно са представницима Белгије, Шпаније и Холандије није освојила ни један бод. Песма је доживела умерен успех у Аустрији. 1960-их и 1970-их година двадесетог века је била певачица у Бечкој народној опери.